# Chaetolopha niphosticha
Chaetolopha niphosticha là một loài bướm đêm trong họ Geometridae.